# دانشگاه گوانگژو
دانشگاه گوانگژو (GU ; چینی ساده‌شده: 广州大学; چینی سنتی: 廣州大學; پین‌یین: Guǎngzhōu Dàxué; جیوت‌پینگ: Gwong2 zau1 daai6 hok6) یک دانشگاه دولتی در گوانگژو، مرکز استان گوانگدونگ، چین است.
این دانشگاه از دو پردیس تشکیل شده‌است. پردیس اصلی در مرکز آموزش عالی گوانگژو واقع شده‌است. پردیس دیگر در مرکز شهر گوانگژو قرار دارد که ۲۰ هکتار وسعت دارد.
در حال حاضر هشتاد انجمن دانشجویی با بیش از ۱۲۰۰۰ عضو در دانشگاه گوانگژو فعالیت دارند. این انجمن‌ها طیف وسیعی از موضوعات از جمله علوم انسانی، فناوری، خدمات عمومی، هنر و غیره را پوشش می‌دهند.